# Briennon
Briennon est une commune française située dans le département de la Loire en région Auvergne-Rhône-Alpes.

## Géographie
La commune est située au nord du département de la Loire, aux confins de l’Allier, du Rhône et de la Saône-et-Loire. Le village est situé au bord du canal de Roanne à Digoin et à côté de la Loire. Le pont du fleuve rejoint Pouilly-sous-Charlieu sur l'autre rive. Roanne est à 14 km.

### Climat
Pour des articles plus généraux, voir Climat d'Auvergne-Rhône-Alpes et Climat de la Loire.
En 2010, le climat de la commune est de type climat océanique dégradé des plaines du Centre et du Nord, selon une étude du Centre national de la recherche scientifique s'appuyant sur une série de données couvrant la période 1971-2000. En 2020, Météo-France publie une typologie des climats de la France métropolitaine dans laquelle la commune est exposée à un climat de montagne ou de marges de montagne et est dans la région climatique Centre et contreforts nord du Massif Central, caractérisée par un air sec en été et un bon ensoleillement.
Pour la période 1971-2000, la température annuelle moyenne est de 10,8 °C, avec une amplitude thermique annuelle de 16,7 °C. Le cumul annuel moyen de précipitations est de 768 mm, avec 11,8 jours de précipitations en janvier et 7,2 jours en juillet. Pour la période 1991-2020, la température moyenne annuelle observée sur la station météorologique de Météo-France la plus proche, « Charlieu », sur la commune de Charlieu à 7 km à vol d'oiseau, est de 11,6 °C et le cumul annuel moyen de précipitations est de 769,3 mm,. Pour l'avenir, les paramètres climatiques de la commune estimés pour 2050 selon différents scénarios d'émission de gaz à effet de serre sont consultables sur un site dédié publié par Météo-France en novembre 2022.

## Urbanisme

### Typologie
Au 1er janvier 2024, Briennon est catégorisée commune rurale à habitat dispersé, selon la nouvelle grille communale de densité à sept niveaux définie par l'Insee en 2022.
Elle est située hors unité urbaine. Par ailleurs la commune fait partie de l'aire d'attraction de Roanne, dont elle est une commune de la couronne,. Cette aire, qui regroupe 88 communes, est catégorisée dans les aires de 50 000 à moins de 200 000 habitants,.

### Occupation des sols
L'occupation des sols de la commune, telle qu'elle ressort de la base de données européenne d’occupation biophysique des sols Corine Land Cover (CLC), est marquée par l'importance des territoires agricoles (84,3 % en 2018), en diminution par rapport à 1990 (86,8 %). La répartition détaillée en 2018 est la suivante : 
prairies (56,4 %), terres arables (18 %), zones agricoles hétérogènes (9,9 %), forêts (6,9 %), zones urbanisées (5,1 %), eaux continentales (3,7 %). L'évolution de l’occupation des sols de la commune et de ses infrastructures peut être observée sur les différentes représentations cartographiques du territoire : la carte de Cassini (XVIIIe siècle), la carte d'état-major (1820-1866) et les cartes ou photos aériennes de l'IGN pour la période actuelle (1950 à aujourd'hui).

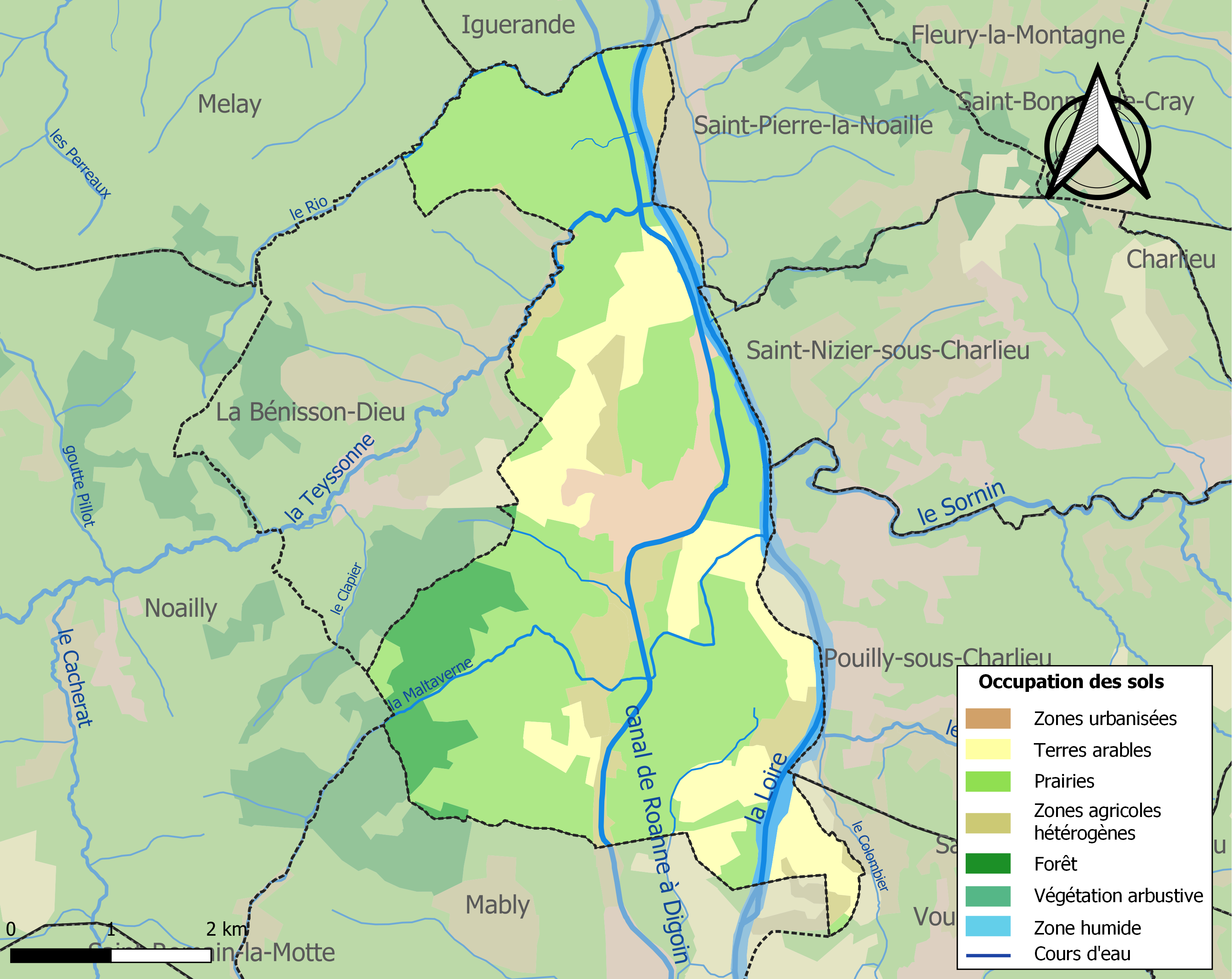
Carte des infrastructures et de l'occupation des sols de la commune en 2018 (CLC).

## Toponymie
Du mot gaulois Briennos (« corbeau »), accompagné du mot gaulois magos. Le mot gaulois magos a d'abord désigné un simple champ, puis un champ de foire, un marché et enfin le village ou la ville qui se développe autour de ce marché.

## Histoire
À l'époque gallo-romaine, le site s'appelait Briennonum et son port, sur les rives de la Loire, était un centre d'activité important. Une voie romaine de Roanne à Autun et Nevers passait à Briennon où l'on a trouvé des monnaies gauloises. Au Moyen Âge s'y croisaient le "Grand Chemin " de Belleville à Vichy et le " Chemin Ferré " de l'Hôpital de Malle- val à Roanne et Nevers établi sur l'ancienne voie romaine.
Vers 1066, un monastère de l'ordre de Cluny s'y installe. Le clocher et le chœur de l'église paroissiale de Briennon en son aujourd'hui les vestiges. Briennon faisait alors partie du Brionnais.
Briennon était sous la suzeraineté des comtes du Lyonnais et Forez.
La commune fut chef-lieu de canton pendant la Révolution.
Le canal fut construit de 1830 à 1836 et relie Roanne à Digoin (on comptait environ 3200 péniches environ par an en 1938).
À cette époque et grâce à la construction du canal de Roanne à Digoin, le travail de la terre cuite (tuilerie-briquerie) se développe à Briennon.

## Politique et administration

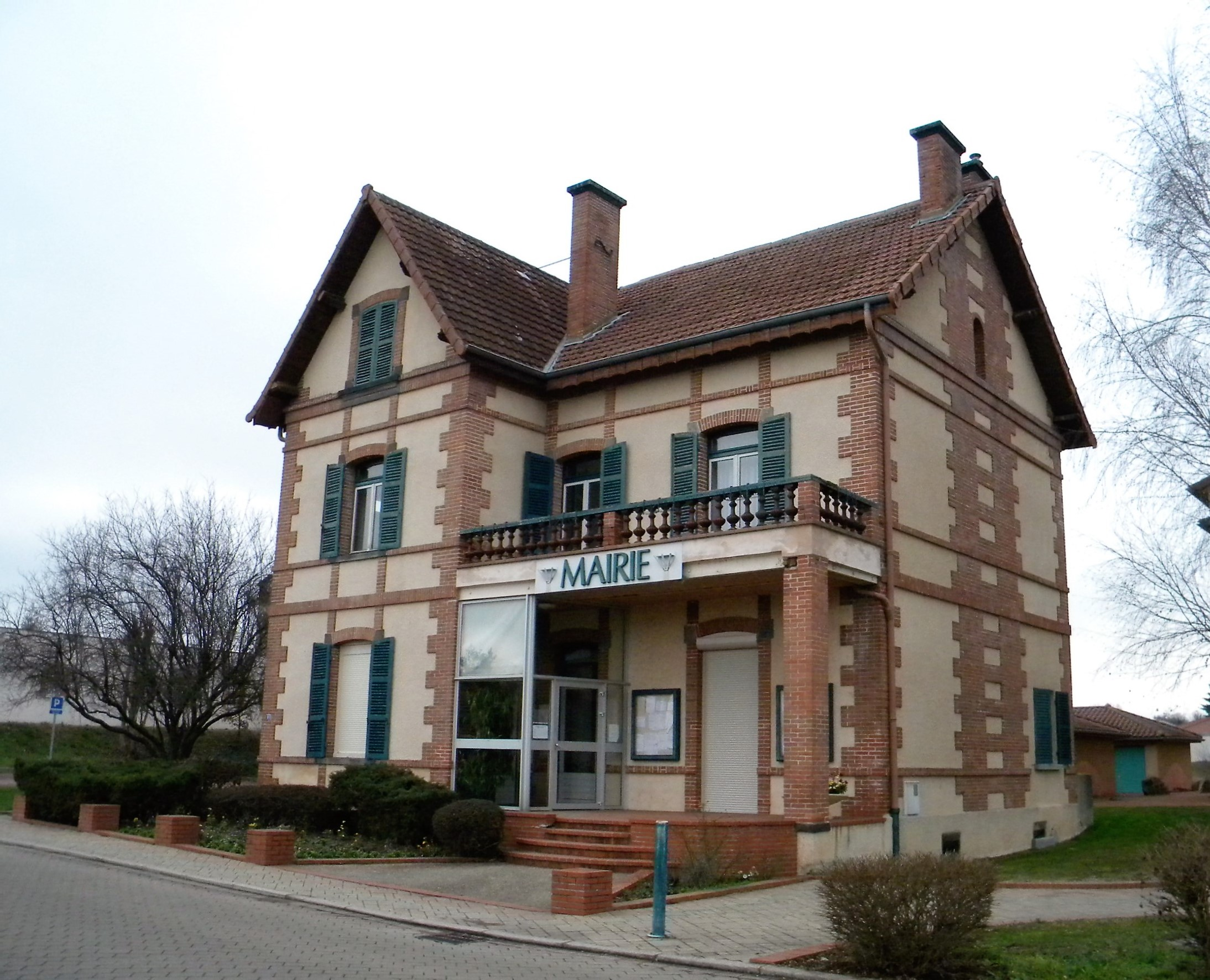
La mairie

| Période                                  | Période  | Identité            | Étiquette | Qualité                                                       |
| ---------------------------------------- | -------- | ------------------- | --------- | ------------------------------------------------------------- |
| Les données manquantes sont à compléter. |          |                     |           |                                                               |
| 1803                                     | 1804     | Verne               |           | Maire en l'an XII                                             |
| 1822                                     | 1830     | Duroing             |           |                                                               |
| 1835                                     | 1835     | Seguin              |           |                                                               |
| 1840                                     | 1848     | Robelin             |           |                                                               |
| 1875                                     | 1875     | Alfred Helle        |           |                                                               |
| 1876                                     | 1880     | Étienne Valendru    |           |                                                               |
| 1881                                     | 1898     | Claude Marie Thoral |           |                                                               |
| 1923                                     | 1925     | Auguste Belot       |           |                                                               |
| 1997                                     | mai 2020 | Christiane Longère  |           | Sénatrice de la Loire (du 17 avril 2010 au 30 septembre 2011) |
| mai 2020                                 | En cours | Jean Fayolle        |           |                                                               |

La commune est jumelée avec celle de Lassee (Autriche).

## Démographie
L'évolution du nombre d'habitants est connue à travers les recensements de la population effectués dans la commune depuis 1793. Pour les communes de moins de 10 000 habitants, une enquête de recensement portant sur toute la population est réalisée tous les cinq ans, les populations de référence des années intermédiaires étant quant à elles estimées par interpolation ou extrapolation. Pour la commune, le premier recensement exhaustif entrant dans le cadre du nouveau dispositif a été réalisé en 2004.

En 2022, la commune comptait 1 718 habitants, en évolution de +2,38 % par rapport à 2016 (Loire : +1,32 %, France hors Mayotte : +2,11 %).
| 1793 | 1800 | 1806  | 1821  | 1831  | 1836  | 1841  | 1846  | 1851  |
| ---- | ---- | ----- | ----- | ----- | ----- | ----- | ----- | ----- |
| 800  | 865  | 1 055 | 1 154 | 1 167 | 1 263 | 1 312 | 1 329 | 1 163 |

| 1856  | 1861  | 1866  | 1872  | 1876  | 1881  | 1886  | 1891  | 1896  |
| ----- | ----- | ----- | ----- | ----- | ----- | ----- | ----- | ----- |
| 1 205 | 1 194 | 1 245 | 1 305 | 1 321 | 1 379 | 1 311 | 1 319 | 1 348 |

| 1901  | 1906  | 1911  | 1921  | 1926  | 1931  | 1936  | 1946  | 1954  |
| ----- | ----- | ----- | ----- | ----- | ----- | ----- | ----- | ----- |
| 1 392 | 1 407 | 1 315 | 1 252 | 1 275 | 1 198 | 1 104 | 1 101 | 1 172 |

| 1962  | 1968  | 1975  | 1982  | 1990  | 1999  | 2004  | 2006  | 2009  |
| ----- | ----- | ----- | ----- | ----- | ----- | ----- | ----- | ----- |
| 1 245 | 1 237 | 1 236 | 1 580 | 1 652 | 1 681 | 1 705 | 1 704 | 1 721 |

| 2014  | 2019  | 2022  | - | - | - | - | - | - |
| ----- | ----- | ----- | - | - | - | - | - | - |
| 1 709 | 1 719 | 1 718 | - | - | - | - | - | - |

Les 1 709 habitants de la commune, en 2014, ont moins de 30 ans pour 523 d'entre eux, 654 ont entre 39 et 59 ans et 532 ont 60 ans ou plus
Parmi les 1 006 personnes qui, en 2014,  ont entre 15 et 64 ans. 74,9 % sont des actifs ayant un emploi, 7,6 % sont chômeurs, 7  % sont élèves ou étudiants, 13,9 % sont retraités ou préretraités et  4,3 % sont d’autres inactifs.

## Logement
Le nombre de logements existants dans la commune en 2014 est de 754 ; 701 sont des résidences principales, 15 des résidences secondaires ou des logements occasionnels et 38 sont des logements vacants. Le nombre de maisons est de 659 et celui des appartements de 94.

## Économie et emploi
Sur le territoire communal il existe, au 31 décembre 2015, 126 établissements actifs qui emploient 304 salariés au total.
- 15  appartiennent au secteur de l’agriculture (0 salariés).
- 10 au secteur de l'industrie (115 salariés) dont 1 entreprise de plus de 70 salariés.
- 19 sont  du secteur de la construction (38 salariés au total)
- 72 sont du secteur du commerce, des transports et des services divers (74 salariés au total)
- 10 sont  du secteur de l’administration publique, de l’enseignement, de la santé et de l’action sociale (77 salariés au total).

## Lieux et monuments
- Péniche-Musée : c'est une péniche à visiter le long du Parc des Canaux : logement du marinier, timonerie, salle des machines, espace d'exposition et de projection.
- Port de plaisance.
- Église Saint-Irénée : l'église comporte un vaisseau moderne et un chœur ancien.

La partie ancienne est datée de la fin du XIe ou du début du XIIe siècle et comprend l’abside voûtée en cul de four et précédée d’un avant-chœur qui est la base du clocher à 3 étages. Le deuxième étage du clocher est pourvu de deux baies géminées par face. À l'origine, ce clocher ne comportait que 2 étages.
La nef obscure et étroite fut remplacée en 1837 par la nef actuelle et ses collatéraux.
La chaire, œuvre du sculpteur Picaud de Roanne, est en marbre blanc et date du XIXe siècle ainsi que la décoration polychrome de l'intérieur exécutée par Zachéo.
Le chœur et le clocher sont inscrits aux Monuments historiques depuis le 6 septembre 1978.

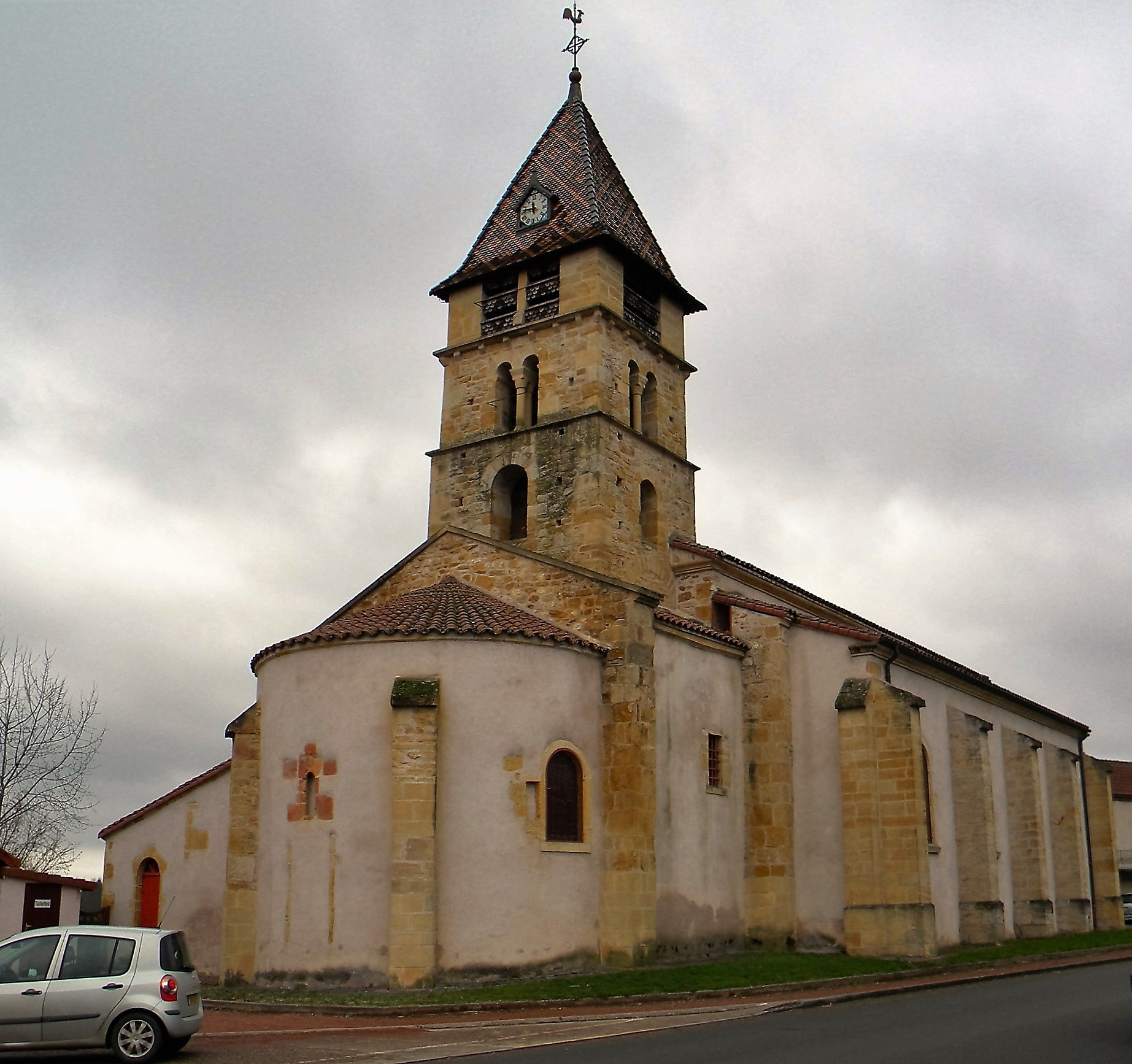
Chevet de l'église
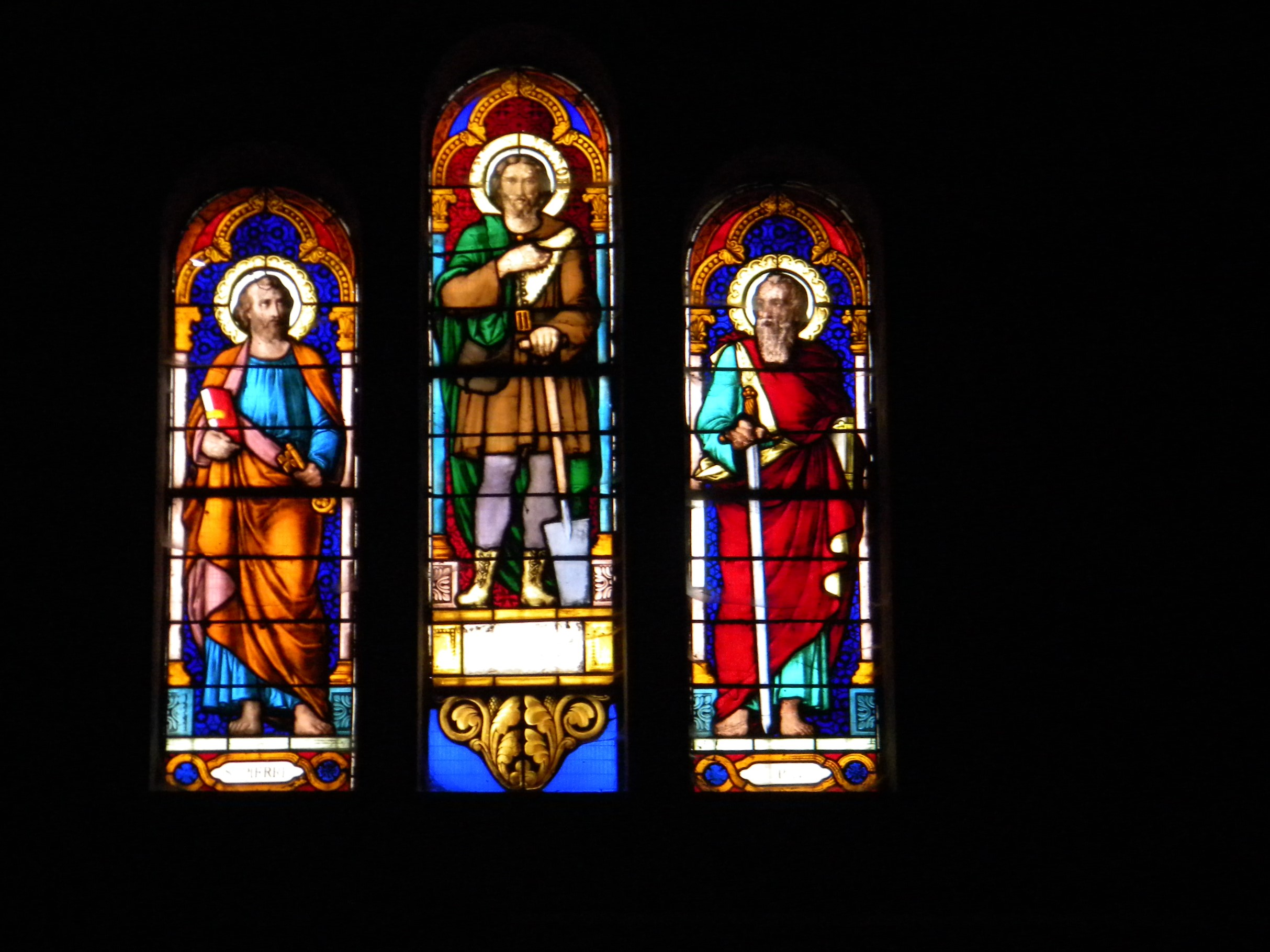
Vitrail de l'église
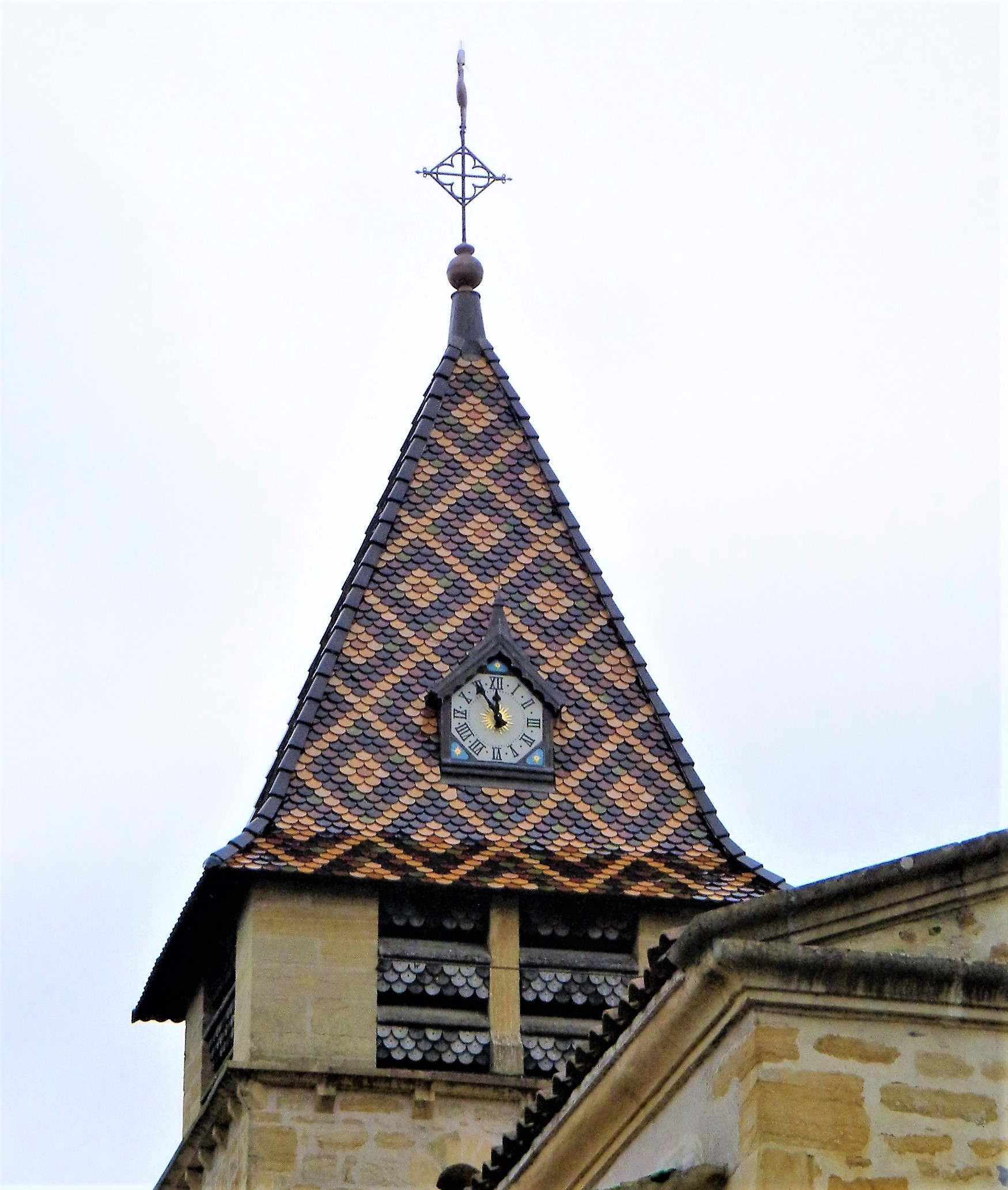
Le clocher
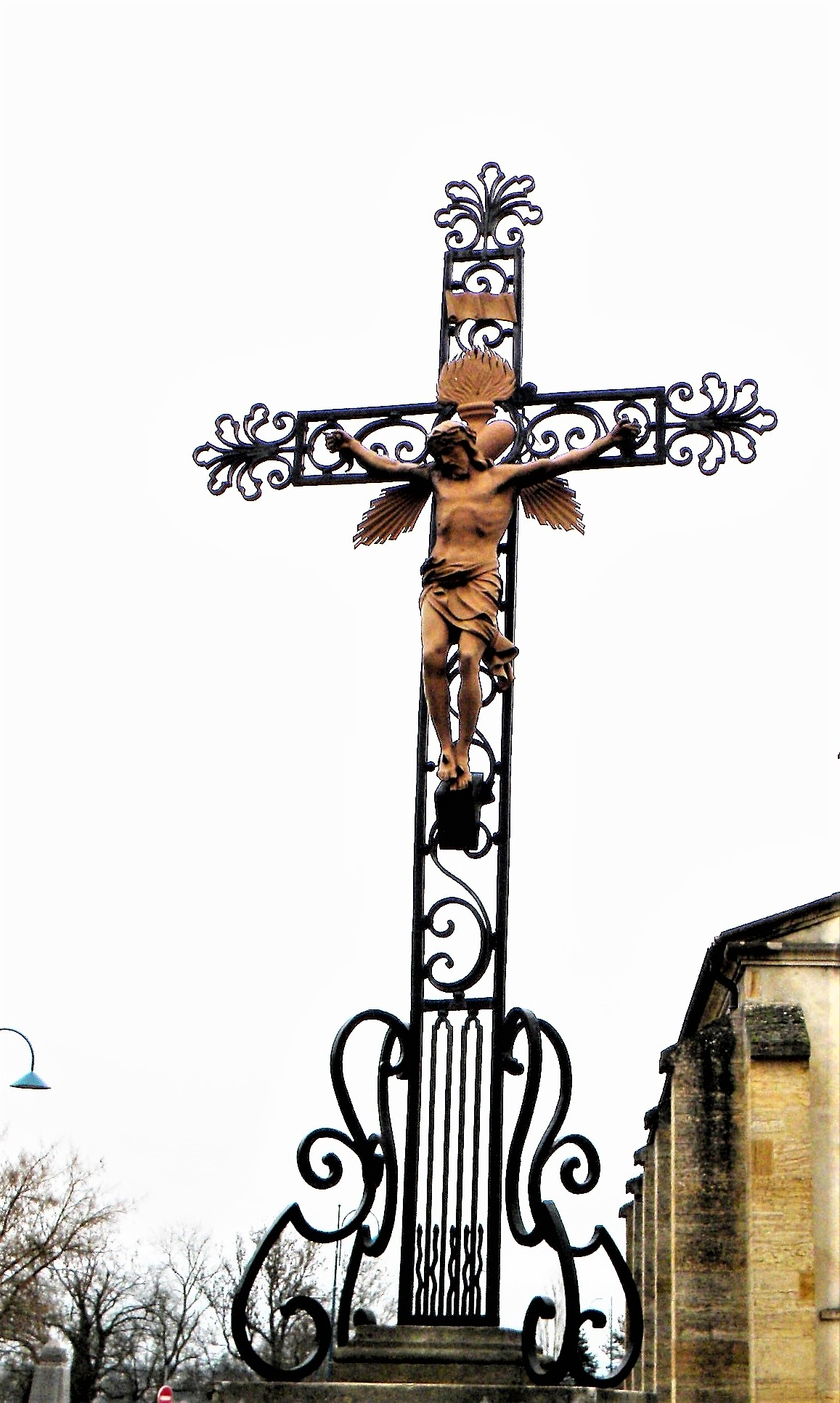
Calvaire devant l'église